# Paretroplus polyactis
Paretroplus polyactis ist eine Buntbarschart, die in den Küstenflüssen der madegassischen Ostküste vorkommt. Die IUCN stuft den Bestand der Art als ungefährdet ein, allerdings kann sich dies in der Zukunft schnell ändern, wenn das Tempo der Zerstörung der natürlichen Umwelt auf Madagaskar nicht deutlich reduziert wird.

## Merkmale
Paretroplus polyactis kann eine maximale Standardlänge von 18,5 cm erreichen. Der Rumpf ist seitlich abgeflacht, oval und relativ hochrückig, der Kopf leicht zugespitzt. Das Kopfprofil ist gebogen. Paretroplus polyactis hat eine goldbraune, hellgelbe oder olivfarbene Grundfärbung. Sexuell aktive Exemplare werden lachsfarben. Die hellen Zentren der Schuppen und ihre dunklen Ränder erzeugen eine rautenartige Musterung. Vom Hinterrand des Kiemendeckels bis auf den Schwanzstiel zeigen sich sieben bis neun dunkle Querbänder. Diese sind bei Jungfischen bis zu einer Länge von 6 cm sehr deutlich ausgeprägt und erstrecken sich über den gesamten Rumpf bis zum Bauch. Bei ausgewachsenen Tieren sind diese weniger deutlich ausgeprägt, aber breiter. Die Iris ist auffallend rot, ein Merkmal, das unter den übrigen Paretroplus-Arten nur noch Paretroplus lamenabe zeigt. Die Unterlippe, die Kehle, der Bauch und der untere Wangenbereich sind weißlich, hellgelb oder hell olivfarben. Die unpaaren Flossen sind dunkelgrau oder schwärzlich mit dunkelroten Rändern. Die Brustflossen sind mehr oder weniger transparent, oft mit einem bräunlichen oder schwärzlichen Einschlag. Die Bauchflossen sind dunkelgrau oder schwarz mit einem hellgrauen oder weißen Vorderrand. Abgesehen von den etwas längeren und etwas mehr zugespitzten unpaaren Flossen sind äußerlich sichtbare Geschlechtsunterschiede nicht vorhanden.
- Flossenformel: DorsaleXVI–XVIII/15–18, Anale VII–X/13–15.
- Schuppenformel: SL 31–36.
- Wirbel: 15 + 16, 15 + 17, 15 + 18.[1]

## Lebensweise
Wie alle Paretroplus-Arten ist Paretroplus polyactis ein Allesfresser, der sich vor allem von wasserbewohnenden Wirbellosen und allerlei pflanzlichem Material ernährt, und ein Substratlaicher, der eine Elternfamilie bildet. Paretroplus polyactis lebt vor allem in Süßgewässern, wird jedoch auch in Mangroven gesehen, die während der Flut fast von reinem Meerwasser umspült werden.

## Gefährdung
Die Weltnaturschutzunion stuft die Art als nicht gefährdet (least concern) ein, jedoch ist der Bestand rückläufig. Zu den Bedrohungen zählt Habitatverlust durch Abholzung und die daraus resultierende Sedimentbildung. Zudem sind die Populationen durch Überfischung bedroht, da die Art ein beliebter Speisefisch ist, der zu hohen Marktpreisen verkauft wird. Auch eingeführte Fischarten sind als Nahrungskonkurrenten und Prädatoren eine Bedrohung für Paretroplus polyactis. Schutzgebiete, in denen die Buntbarschart vorkommt, sind beispielsweise die Nationalparks Masoala und Mananara-Nord sowie der Makira-Naturpark.